# Parancistrocerus holzschuhi
Parancistrocerus holzschuhi är en stekelart som beskrevs av Gusenleitner 1987. Parancistrocerus holzschuhi ingår i släktet Parancistrocerus och familjen Eumenidae. Inga underarter finns listade i Catalogue of Life.